# Observatoire Pine Bluff
L'observatoire Pine Bluff (Pine Bluff Observatory, PBO) est un observatoire astronomique situé dans la ville de Cross Plains (Wisconsin), aux États-Unis, à environ 24 km à l'ouest de Madison.
L'observatoire est la propriété et est géré par l'université du Wisconsin à Madison (UW-Madison). Ouvert en 1958, il est utilisé principalement utilisé pour l'enseignement, la recherche et le développement de nouveaux instruments,
,
,
.